# بهترین زمان (فیلم)
بهترین زمان (به انگلیسی: The Best of Times) فیلمی کمدی محصول سال ۱۹۸۶ به کارگردانی راجر اسپاتیس‌وود است. در این فیلم بازیگرانی همچون رابین ویلیامز، کرت راسل، پاملا رید، هالی پالانس، دونالد موفات، مارگارت ویتون، ام امت والش، دونووان اسکات، آر. جی. آرمسترانگ، کارل بالانتینه، کاتلین فریمن، آنتونی پلنا، کرک کامرون، روبین لایولی، آن هانی و تریسی گلد ایفای نقش کرده‌اند.